# Гунст, Отто Карлович
Отто Карлович Гунст (нем. Otto-Karl-Franz-Georg Gunst; 20 мая 1834 — 20 ноября 1891) — русский художник и архитектор, статский советник.

## Биография
Обрусевший немец, до середины XIX века с семьей проживал в Казани, затем переехал в Москву.
Умер 20 ноября 1891 года в Москве. Похоронен вместе с женой, сыном и внуком на 2-м участке Ваганьковского кладбища, Москва.

## Семья

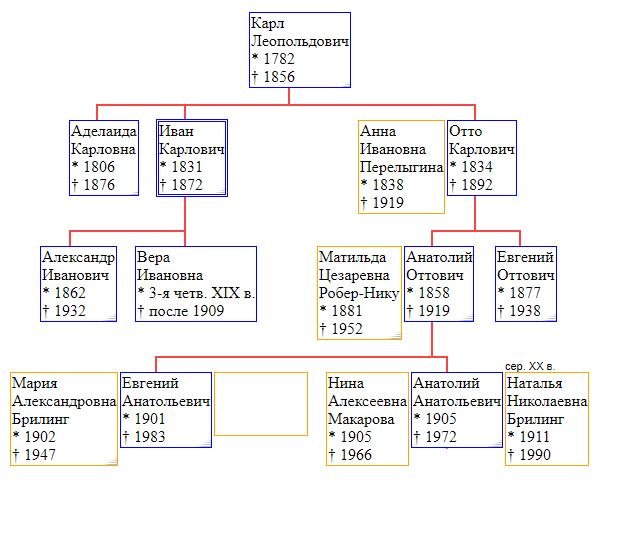

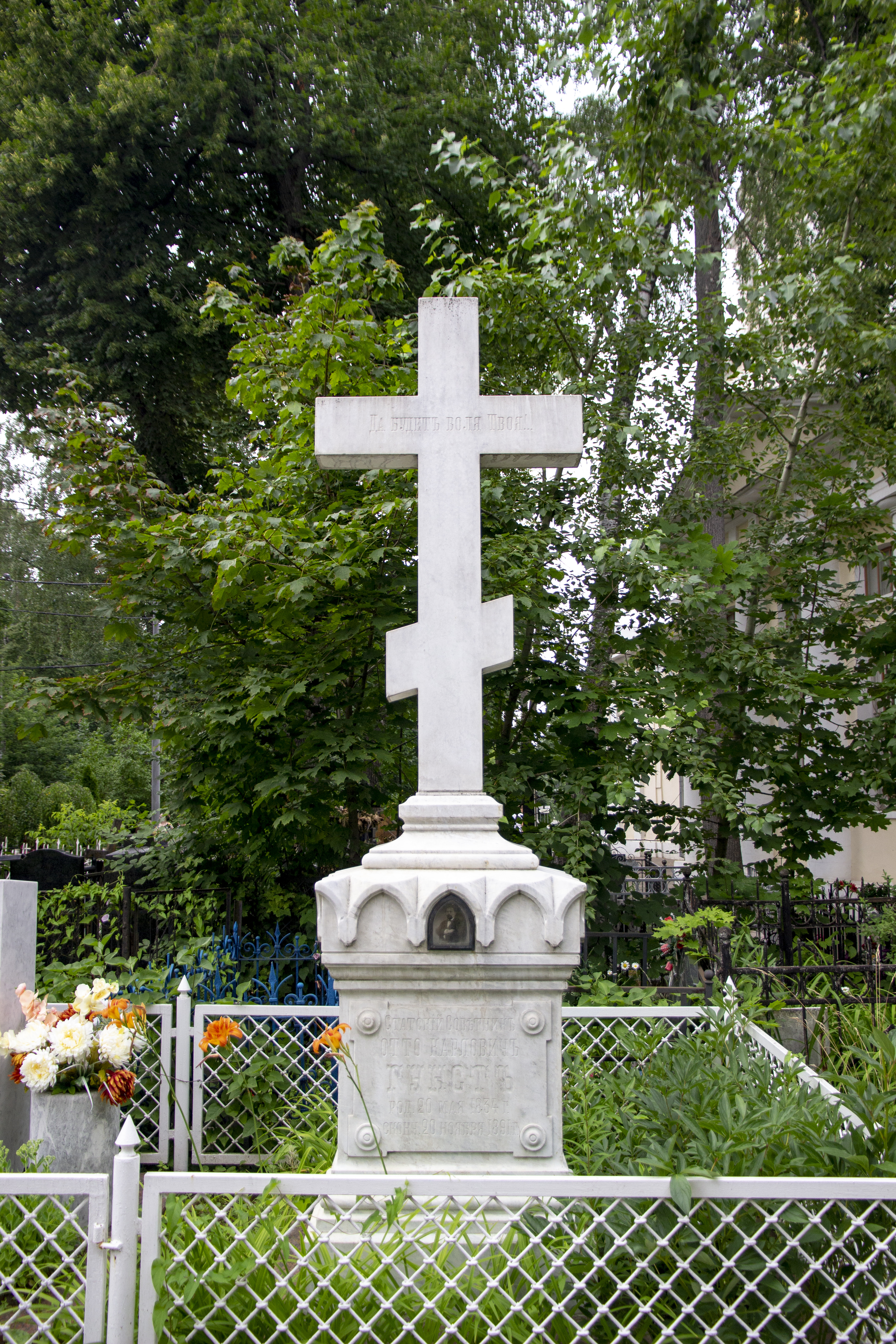

- Жена — Анна Ивановна Гунст (урождённая Перелыгина, 1838—1919).
  - Сын — Анатолий Оттович Гунст — архитектор, художник, преподаватель и актёр;
  - Сын — Евгений Оттович Гунст — русский композитор, музыкальный критик и педагог.
    - Внук — Евгений Анатольевич Гунст — российский переводчик и литературовед.